# Le Voyeur (film, 1994)
Pour les articles homonymes, voir Le Voyeur.
Pour plus de détails, voir Fiche technique et Distribution.
Le Voyeur (L'uomo che guarda pour le titre original) est un film italien érotique réalisé par Tinto Brass et sorti en 1994.

## Synopsis
Deprimé par le départ de sa femme, un professeur retourne chez son père, un hédoniste obsédé sexuel.

## Fiche technique
- Titre français : Le Voyeur
- Titre original : L'uomo che guarda
- Titre international : The Voyeur
- Réalisateur : Tinto Brass
- Scénario : Tinto Brass d'après une nouvelle d'Alberto Moravia
- Producteur :
- Production : Erre Cinematograsica
- Musique :
- Format : Couleurs
- Durée : 90 minutes (1 h 30)
- Pays de production :  Italie
- Langue : italien
- Dates de sortie :
  - Italie : 27 janvier 1994
  - France : 20 mars 2008 (en DVD)

## Distribution
- Katarina Vasilissa : Silvia
- Francesco Casale : Dodò
- Cristina Garavaglia : Fausta
- Raffaella Offidani : Pascasie
- Antonio Salines : Doctor
- Martine Brochard : Contessa
- Franco Branciaroli : Alberto
- Eleonora De Grassi
- Gabri Crea
- Erika Savastani
- Paolo Murano
- Ted Rusoff